# ميخائيل مسيح
ميخائيل مسيح (بالأردوية: میکائیل مسیح؛ بالإنجليزية: Michael Masih) هو لاعب كرة قدم باكستاني في مركز الوسط، ولد في 7 يونيو 1985 في بنبر ‏ في باكستان. شارك مع منتخب باكستان لكرة القدم. أما مع النوادي، فقد لعب مع Pakistan Army F.C. ‏.

## وصلات خارجية
- ميخائيل مسيح على موقع ناشيونال فوتبول تيمز (الإنجليزية)
- ميخائيل مسيح على موقع GSA (الإنجليزية)